# Besondere Schwere der Schuld (Film)
Besondere Schwere der Schuld ist ein Fernsehfilm des Regisseurs Kaspar Heidelbach mit Götz George als Hauptdarsteller. Der Film wurde am 1. November 2014 erstmals gesendet.

## Handlung
Der zu lebenslanger Freiheitsstrafe mit Feststellung der besonderen Schwere der Schuld verurteilte Gewohnheitskriminelle Joseph Komalschek kehrt nach seiner Entlassung auf eigenen Wunsch in seine Heimatstadt zurück. 30 Jahre war er wegen Doppelmordes an seiner damaligen Nachbarin, der Bardame Anita, mit der er eine Beziehung hatte, sowie an ihrem neugeborenen Kind inhaftiert. Er hat stets seine Unschuld beteuert und wurde nur aufgrund von Indizien verurteilt, vor allem wurde die Nabelschnur des Kindes bei ihm im Abfall gefunden. Zur Entlassung kam es, nachdem ein Antrag der Staatsanwaltschaft auf nachträglich angeordnete Sicherungsverwahrung wegen eines Verfahrensfehlers abgelehnt wurde.
Die drei Polizeibeamten, die in dem Mordfall damals ermittelt und für Komalscheks Verurteilung gesorgt hatten, Heinz Braun, Klaus Barner und Fritz Reet, sind inzwischen im Ruhestand. Aus Angst vor Racheakten lassen sie Komalschek rund um die Uhr überwachen. Zum Überwachungsteam gehört auch Klaus Barners Sohn Tom, der im Film seinen 30. Geburtstag feiert.
Stoisch erträgt Komalschek die Ablehnung, die ihm überall entgegenschlägt. Er führt seine Beschatter an Schlüsselorte des damaligen Verbrechens, so auch in ein stillgelegtes Bergwerk, in dem die Leiche der ermordeten Frau verscharrt und von ihm zufällig entdeckt wurde, als er die Beute seiner Raubüberfälle dort versteckte. Als Tom Barner, der ihn verfolgt, wegen Grubengas das Bewusstsein verliert, rettet ihm Komalschek das Leben und schenkt ihm ein Klappmesser, auf dessen Klinge Tom später die eingravierten Namen von seinem Vater, Braun und Reet findet. Geschickt lässt Komalschek der Polizei so viele Indizien zukommen, die ihn entlasten, bis auch dort feststeht, dass der Fall ganz neu aufgerollt werden muss, da die drei Ermittler damals offenbar in die Tat verwickelt waren. Tom Barner, der zu Komalschek seit dem Grubengasunglück eine freundschaftliche Beziehung entwickelt, vertieft sich in die Prozessakten.
An diesem Punkt nimmt Klaus Barner sich das Leben. Auf der Beerdigung erscheint Komalschek und konfrontiert Klaus’ Witwe Agnes mit der Frage nach dem Verbleib von Anitas Kind. Komalschek weiß, dass er der Vater des Kindes ist, und nimmt an, dass es von den Beamten nach dem Mord an Anita getötet und woanders verscharrt wurde.
Erst als Komalschek in seiner Wohnung mit einer alten Bekannten Fotos aus der damaligen Zeit ansieht, fällt ihm die Ähnlichkeit zwischen Tom, der ihm gegenübersitzt, und einem alten Porträt von ihm selbst in gleichem Alter ins Auge. Wie Agnes Barner unter Tränen bestätigt, ist Tom das gesuchte Kind. Nach dem Mord an Anita, der von Braun und Reet begangen und dann Komalschek angelastet wurde, sollte Klaus Barner das Neugeborene eigentlich beseitigen, hatte es aber ohne Wissen seiner Komplizen stattdessen seiner Frau gebracht, die es versorgte und als ihr eigenes Kind großzog. Anschließend hatte sie Klaus jedoch immer davon abgehalten, die Tat zu gestehen und damit Komalschek zu entlasten.
Zum Schluss übergibt Komalschek Tom einen Teil des in der Grube versteckten Diebesguts, verabschiedet sich von ihm und verschwindet für immer, ohne von der Justiz eine Wiedergutmachung oder eine Rente zu fordern. Es ging ihm nur darum, die Wahrheit ans Tageslicht zu bringen.

## Hintergrund
Der Film wurde vom 28. April 2014 bis zum 27. Mai 2014 in Köln gedreht.

## Rezeption

### Kritiken
„George, der laut fluchte, als er noch Kommissar Schimanski war, ist sehr leise geworden. Schon sein Ächzen ist ein Statement. Vieles im Leben spielt sich im Stillen ab, im Vagen. Und Götz George ist der Großmeister der Stille. Der Film Besondere Schwere der Schuld bringt ihn in Berührung mit einem anderen Großmeister der Stille. Sascha Arango hat das Drehbuch geschrieben, einer der herausragenden Erzähler im deutschen Fernsehen, und natürlich gilt der Satz gerade für ihn: dass ein guter Erzähler immer ein noch besserer Schweiger ist.“

„Es ist viel einzuwenden gegen ‘Besondere Schwere der Schuld’, Kaspar Heidelbachs Film von einem Verschütteten, der sich Stück für Stück voranwühlt durch einen Sumpf aus alten Lügen und Verbrechen. […] Da sind dramaturgische Zugeständnisse an Fernsehfilm-Konventionen, die verhindern, dass dieses Stück nach einem Drehbuch von Sascha Arango auch nur annähernd etwas würde wie ein deutscher film noir oder ein beklemmender Psycho-Thriller.“

### Einschaltquoten
Die Erstausstrahlung von Besondere Schwere der Schuld am 1. November 2014 wurde in Deutschland von 6,85 Millionen Zuschauern gesehen und erreichte einen Marktanteil von 21,51 % für Das Erste.